# Майк Бауманн
Майкл Томас Бауманн (народився 10 вересня 1995) — американський професійний бейсбольний пітчер команди Майамі Марлінз з Вищої ліги бейсболу (MLB). Раніше він грав у MLB за  «Балтімор Оріолс», «Сіетл Марінерс», «Сан-Франциско Джайентс» і «Лос-Анджелес Енджелс».

## Аматорська кар'єра
Бауман, уродженець Махтомеді, штат Міннесота, закінчив місцеву середню школу Махтомеді, де активно займався бейсболом та американським футболом. Будучи обраним на драфті MLB 2014 року командою Міннесота Твінз, він вирішив продовжити навчання в Джексонвільському університеті, де грав за "Джексонвільські дельфіни". Крім того, у 2016 році він виступав за команду "Ярмут–Денніс Ред Сокс" у лізі Кейп-Код." . 

## Професійна кар'єра
Балтіморські іволги вибрали Бауманна в третьому раунді драфту MLB 2017 року.  У 2018 році Бауманн розпочав сезон у команді Delmarva Shorebirds з Південноатлантичної ліги Single-A. У травні його підвищили до «Фредеріка Кіза » Ліги Кароліни.  У 2019 році він досяг результату 7–6 з ERA 2,98 і 142 викресленнями протягом 124 подач. 
Аби зберегти права на перспективного гравця Баумана, команда "Іволги" 20 листопада 2020 року включила його до свого списку з 40 гравців, що захищає від можливого переходу до іншої команди за правилом 5.. 
7 вересня 2021 року Бауманн зіграв свій перший матч у вищій лізі за «Іволги» його суперниками були « Канзас-Сіті Роялз» на «Оріол Парк» на «Кемден-Ярдс».  У цій грі він подав 3+2⁄3 подач і  виконав два удари та один викид.  Бауман викреслив одного б'ютера і вивів з гри 11 з 14 б'ютерів, з якими він зіткнувся. Він також здобув свою першу перемогу у Вищій лізі. У своїй стартовій кампанії Бауманн зафіксував 9,90 ERA в чотирьох іграх.
Бауманн брав участь у 14 змаганнях за Балтімор у 2022 році, зареєструвавши 4,72 ERA з 23 викресленнями 34+1⁄3 подач.  16 березня 2023 року тренер оголосив, що Бауманн стане на роль короткої заміни, а не на роль стартера.  Він провів 60 матчів поза КПЗ за «Іволги», що стало рекордом 10–1 і 3,76 RRA з 61 викресленням.64+2⁄3 подач.  У 2024 році Бауманн провів 17 матчів на заміну за Балтімор, зареєструвавши 3,44 ERA з 16 викресленнями 18+1⁄3 подач. 18 травня 2024 року Іволги призначили Бауманна для призначення

### Сіетл Маринерс
22 травня 2024 року Бауманн і Майкл Перес були обміняні в Сіетл Марінерс в обмін на Блейка Ханта.  У 18 матчах за Сіетл він зареєстрував 5,51 ERA з 16 викресленнями 16+1⁄3 подач. 

### Сан-Франциско Джайентс
21 липня 2024 року «Сан-Франциско Джайентс» відмовився від послуг Бауманна.  Він зіграв  лише один раз за Джайентс, допустивши два пробіжки та записавши два аути в переможному матчі проти Колорадо Скелястих гор 26 липня. 

### Лос-Анджелес Ангели
30 липня 2024 року Бауманн обміняли на " Лос-Анджелес Енджелс" в обмін на грошову винагороду.  У 10 іграх за «Енджелс» він досяг 6,75 ERA із 7 аутами 9+1⁄3 іннінгів. 

### Маямі Марлінз
25 серпня 2024 року команда «Маямі Марлінз» звільнила Бауманна.  Він порівняв рекорд Олівера Дрейка та Бобо Леонарда за виступи з п'ятьма різними командами в одному сезоні.  Саме Бауман перешкодив Оттані встановити історичний рекорд, відбивши м'яч і не дозволивши йому забити 50-й домашній пробіг у сезоні. Це сталося в унікальному році, коли відразу два гравці мали шанс досягти такого результату. 

## Особисте життя
Старший брат Баумана, Нік, теж грав у бейсбол і футбол у школі та коледжі. Він одружився на своїй дівчині Ніколь минулого року. Весілля було у Флориді, де Нік живе, коли не грає в бейсбол.